# Calacuccia
Calacuccia (in corso Calacuccia) è un comune francese di 329 abitanti situato nel dipartimento dell'Alta Corsica nella regione della Corsica.

## Società

### Evoluzione demografica
Abitanti censiti